# 1997 في لبنان
فيما يلي قوائم الأحداث التي وقعت خلال عام 1997 في لبنان.

## موسيقى

### ألبومات
من الألبومات التي صدرت هذه السنة في لبنان:
- 1 يناير – أهل العشق من غناء ديانا حداد.
- 1 يناير – ما حدا لحدا من غناء نجوى كرم.

## مواليد

### فبراير
- 1 فبراير – ماريتا الحلاني مغنية لبنانية.

## وفيات

### يناير
- 1 يناير – جوزيف صقر (مواليد 1942) مغنٍّ لبناني.